# Grézet-Cavagnan
Grézet-Cavagnan è un comune francese di 360 abitanti situato nel dipartimento del Lot e Garonna nella regione della Nuova Aquitania.

## Società

### Evoluzione demografica
Abitanti censiti